# Unser täglich Brot
Unser täglich Brot é um filme documentário austríaco de Nikolaus Geyrhalter, estreado em 2005.